# Río Flint
El río Flint (en inglés: Flint River, que significa «río Sílex») es un río del sureste de los Estados Unidos que discurre por el estado de Georgia, generalmente en dirección sur, desde la región del alto Piedmont, al sur de la ciudad de Atlanta, hasta los humedales de la llanura costera, en el suroeste del estado. Tiene una longitud de unos 560 km y drena 22.464 km² en el oeste de Georgia. Junto con el río Apalachicola y el Chattahoochee, forma parte de la cuenca ACF. En su curso superior a través de las rojas colinas de Piedmont se considera un río especialmente pintoresco, que fluye sin obstáculos más de 320 km.

## Geografía
El río Flint se encuentra en la parte centroccidental del estado de Georgia y nace en la ciudad de East Point en el sur de condado de Fulton en la periferia sur del área metropolitana de Atlanta. El inicio exacto se puede encontrar en el campo situado entre la Plant Street, Willingham Drive, Elm Street, y la Vesta Avenue. A continuación, se desplaza debajo de las pistas del Aeropuerto Internacional Hartsfield-Jackson. Fluye al sur a través de las zonas rurales del oeste de Georgia, pasando a través del Parque Estatal Sprewell Bluff, aproximadamente (16 kilómetros) al oeste de Thomaston. Más al sur, recorre unos 8 km a través de Andersonville, más concretamente donde se encuentra la Sitio Histórico Nacional de Andersonville (prisión de Andersonville de la Guerra de Secesión). En el suroeste de Georgia, el río fluye por el centro de la ciudad de Albany, la ciudad más grande que cruza el río. En Bainbridge se une al lago Seminola, formado en su confluencia con el río Chattahoochee aguas arriba de la presa de Jim Woodruff muy cerca de la frontera con Florida. Luego, el río Apalachicola fluye hacia el sur hasta desembocar en el golfo de México.
El río Flint se alimenta también de los arroyos Kinchafoonee Creek (121 km), justo al norte de Albany, y del Ichawaynochaway Creek (105 km), en el suroeste del condado de Mitchell, a unos 24 kilómetros al noreste de Bainbridge.
Además del lago Seminola, el río Flint es encauzado aproximadamente 24 km aguas arriba de Albany para formar el embalse del lago Blackshear. La naturaleza sin obstáculos del río, sobre el lago Blackshear es rara entre los ríos estadounidenses. Es uno de los 40 ríos de la nación que no encuentra trabas en más de 320 kilómetros. En la década de 1970, un plan del Cuerpo de Ingenieros del Ejército para construir una presa en Sprewell Bluff en el condado de Upson fue denegado por el gobernador de Georgia, Jimmy Carter, cuya ciudad natal de Plains, casualmente, se encuentra cerca del río Flint.

## Historia natural
El río se considera que tiene tres secciones distintas a medida que fluye en dirección sur por el oeste de Georgia: en su curso alto a través de las rojas colinas de Piedmont, fluye a través de un canal muy escarpado entre rocas cristalinas; al sur de la línea de la caída, cerca de Culloden, el canal se transforma en una gran llanura de inundación de bosques pantanosos; y, al sur del lago de Blackshear, se transforma de nuevo, fluyendo a través de un canal en la roca caliza por encima del Acuífero Superior Floridano por debajo del suroeste de Georgia y el noroeste de Florida.
El río ha sido propenso a provocar inundaciones a lo largo de su historia. En 1994, durante las inundaciones de la tormenta tropical Alberto, el río llegó a crecer 13 m en Albany, dando lugar a la evacuación de emergencia de más de 23.000 habitantes, causando uno de los peores desastres naturales en la historia del estado. 
En enero de 2002, en una tormenta de invierno, el líquido empleado para el deshielo en el Aeropuerto Internacional Hartsfield-Jackson se vertió en el río cuando el sistema de drenaje se desbordó.
En octubre de 2009, la organización American Rivers, declaró el Flint uno de los ríos más amenazados del país, principalmente debido a los planes de construir una presa.
En mayo de 2009, el plan de acción de «The National Fish Habitat», llamado «Lower Flint River» lo señaló como uno de sus «10 Aguas a vigilar» en 2009 por su trabajo de restauración del hábitat.